# Első templom (Boston)

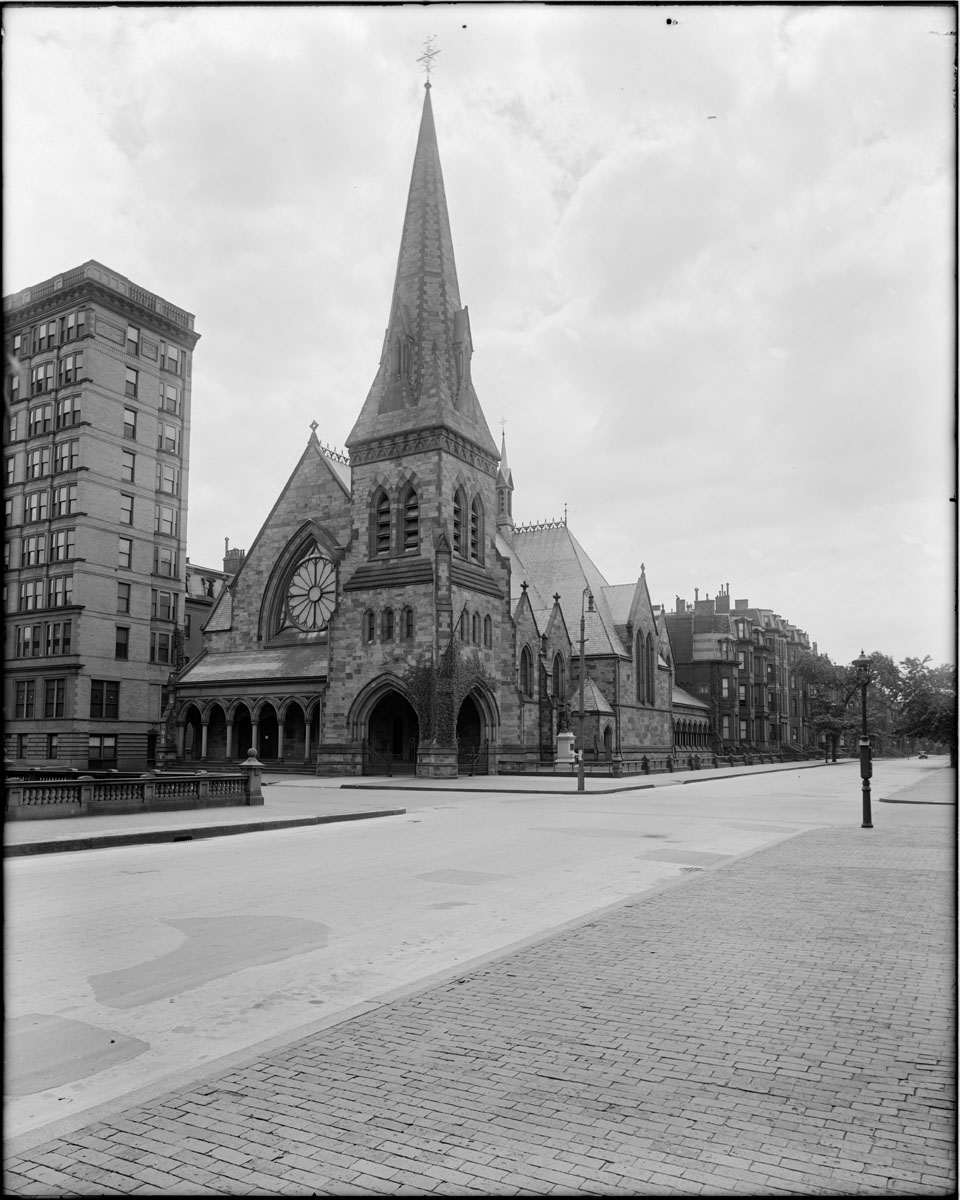
Az Első templom Bostonban, a Berkeley Street és a Marlboro Street sarkán

A bostoni Első templom unitárius univerzalista (eredetileg kongregacionalista) templom, melyet 1630-ban emeltek a bevándorlók a későbbi Boston területén. A jelenlegi épület a Marlborough Street 66. szám alatt található.

## Története
A templomot 1630-ban építették telepesek amikor Charlestownba (ma Boston része) érkeztek. Kongregacionalista templomként működött a 19. század fordulóján bekövetkezett szakadásig, miután végül a trinitárius keresztény templom unitarista kongregációvá lett a 19. század közepén, sok más templommal együtt Massachusettsben.
A 19. században az Első templom Boston Back Bay negyedébe költözött. A Marlborough Street 66. szám alatt található épület elődjét 1867-ben építették fel. Egy 1968-as tűzvész után az Első templom és a Második templom egyesült, és új épületet emeltek ugyanezen a helyen, az 1867-es épület homlokzatának felhasználásával.
A Második templomot 1649-ben alapították, amikor a város North End negyedéig terjeszkedő népesség szükségessé tett egy további gyülekezetet is, az itt lakók otthonainak közelében. Mindkét templom példája a bostoni templomok nyugatra költözésének a zsúfolt, régebbi belvárosi területről az újabb, elegánsabb Back Bay-be, miután a korábbi öblöt a 19. század végén, 20. század elején feltöltötték.

## Fordítás
- Ez a szócikk részben vagy egészben  a   First Church in Boston című angol Wikipédia-szócikk ezen változatának fordításán alapul.  Az eredeti cikk szerkesztőit annak laptörténete sorolja fel. Ez a jelzés csupán a megfogalmazás eredetét és a szerzői jogokat jelzi, nem szolgál a cikkben szereplő információk forrásmegjelöléseként.